# Ronnie Milsap

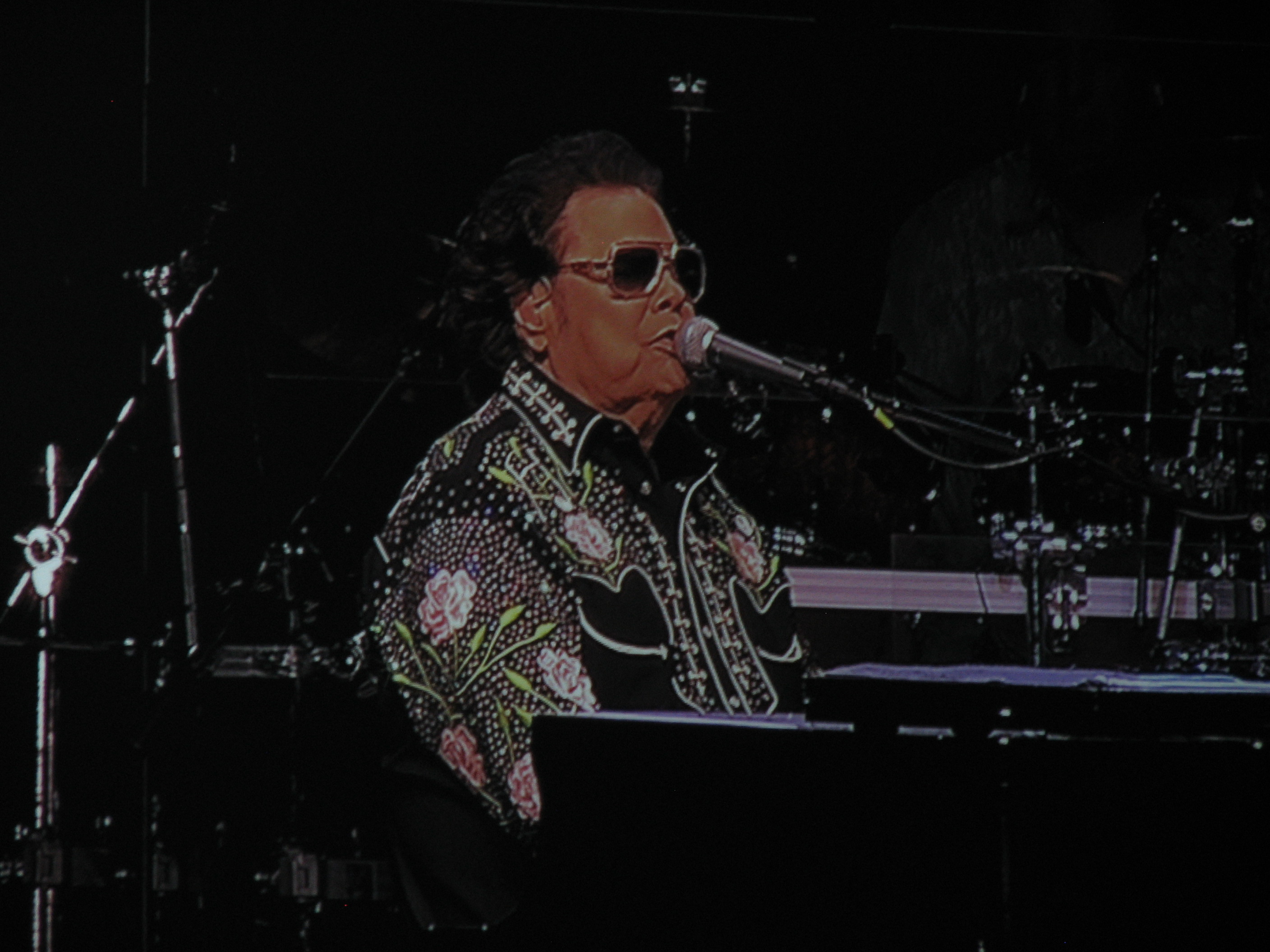
Ronnie Milsap, 2019

Ronnie Lee Milsap (* 16. Januar 1943 in Robbinsville, North Carolina) ist ein US-amerikanischer Country- und Pop-Sänger, der mit 34 Nummer-eins-Hits in den Country-Charts einer der erfolgreichsten Crossover-Künstler der 1970er und 1980er Jahre war.

## Biografie

### Kindheit und Jugend
Der durch ein Glaukom von Geburt an blinde Milsap wurde nach der frühen Scheidung seiner Eltern von Vater und Großeltern erzogen. Bereits als Kind fiel sein musikalisches Talent auf, und er erhielt eine Ausbildung in klassischer Musik. Sein eigentliches Interesse aber galt der Country-Musik und später dem Rock ’n’ Roll. Noch zu Schulzeiten gründete er seine erste Band. Dank guter Zeugnisse erhielt er ein College-Stipendium, verzichtete aber zugunsten einer Karriere als Musiker.

### Erste Erfolge
Milsaps Einstieg in die Musikszene gelang als Mitglied der Band von J. J. Cale. Wenig später formierte er eine eigene Gruppe, die eine Mischung aus Country und Blues spielte und Ende der sechziger Jahre mit Never Had It So Good einen kleineren Hit hatte. 1969 zog er mit seiner Band nach Memphis, wo er als Studio-Musiker arbeitete. Unter anderem wirkte er bei Aufnahmen von Elvis Presley mit. Außerdem hatte er regelmäßige Auftritte in einem örtlichen Club. 1970 konnte er sich mit Loving You Is a Natural Thing in der Pop-Hitparade platzieren. Ein Jahr später erschien sein erstes Album.

### Karriere
1973 zog Milsap nach Nashville, ins Zentrum der Country-Musik. Hier wurde er vom Manager Charley Prides, Jack D. Johnson, betreut. Noch im gleichen Jahr erhielt er von RCA einen Schallplattenvertrag. Bereits seine erste Single I Hate You schaffte es in die Top Ten der Country-Charts. Im folgenden Jahr gelangen ihm drei aufeinanderfolgende Nummer-1-Hits.
Es war die Zeit, in der die Country-Musik vom Mainstream und Popklängen beherrscht wurde, und so kam Milsaps gefällige Musik, die Country- mit Soulmusik vereint, beim breiten Publikum an. Er schaffte eine nahezu beispiellose Folge von insgesamt 40 Nummer-1-Hits, von denen einige auch in der Pop-Hitparade notierten. Von seinen Alben erreichten fünf Gold-Status und er gewann unter anderem sechs Grammys als bester Country-Sänger und wurde zum CMA Entertainer of the Year gekürt.
1988 musste Milsap sich einer Stimmbandoperation unterziehen, die aber ohne Komplikationen verlief. Seine Verkaufszahlen ließen allmählich nach. In der Country-Musik gaben mittlerweile die Neo-Traditionalisten den Ton an. Ronnie Milsap orientierte sich zunehmend in Richtung Pop-Musik; seine Arrangements wurden fülliger. 1990 wurden seine beiden Greatest-Hits-Alben mit Platin ausgezeichnet. Nach einigen Flops wechselte er 1992 zu Liberty Records, aber auch hier konnte er nicht mehr an die früheren Erfolge anknüpfen.
Milsap ist weiterhin als Live-Künstler auf Tournee. Seit 2014 ist er Mitglied der Country Music Hall of Fame, die im darauffolgenden Jahr die Ausstellung Ronnie Milsap: A Legend in My Time eröffnete. Ebenfalls 2014 erschien mit RCA Albums Collection eine umfassende, 21 CDs starke Werkschau seiner Alben für das Label RCA.

## Diskografie

### Studioalben
| Jahr | Titel                                   | Höchstplatzierung, Gesamtwochen, AuszeichnungChartplatzierungen (Jahr, Titel, Platzierungen, Wochen, Auszeichnungen, Anmerkungen) | Höchstplatzierung, Gesamtwochen, AuszeichnungChartplatzierungen (Jahr, Titel, Platzierungen, Wochen, Auszeichnungen, Anmerkungen) | Anmerkungen |
| Jahr | Titel                                   | US | Country | Anmerkungen |
| ---- | --------------------------------------- | --- | --- | ----------- |
| 1973 | Where My Heart Is                       | — | Country5 (28 Wo.)Country |             |
| 1974 | Pure Love                               | — | Country8 (38 Wo.)Country |             |
| 1975 | A Legend in My Time                     | US138 (7 Wo.)US | Country4 (26 Wo.)Country |             |
| 1975 | A Rose by Any Other Name                | — | Country23 (13 Wo.)Country |             |
| 1975 | Night Things                            | US191 (2 Wo.)US | Country2 (22 Wo.)Country |             |
| 1976 | 20/20 Vision                            | — | Country3 (37 Wo.)Country |             |
| 1977 | It Was Almost Like a Song               | US97 Gold · (15 Wo.)US | Country3 (57 Wo.)Country |             |
| 1978 | Only One Love in My Life                | US109 Gold · (12 Wo.)US | Country3 (53 Wo.)Country |             |
| 1979 | Images                                  | US98 (15 Wo.)US | Country5 (40 Wo.)Country |             |
| 1980 | Milsap Magic                            | US137 (13 Wo.)US | Country3 (42 Wo.)Country |             |
| 1981 | Out Where the Bright Lights Are Glowing | US89 (29 Wo.)US | Country6 (35 Wo.)Country |             |
| 1981 | There’s No Gettin’ Over Me              | US31 Gold · (31 Wo.)US | Country1 (44 Wo.)Country |             |
| 1982 | Inside                                  | US66 (14 Wo.)US | Country4 (45 Wo.)Country |             |
| 1983 | Keyed Up                                | US36 (19 Wo.)US | Country2 (49 Wo.)Country |             |
| 1984 | One More Try for Love                   | US180 (3 Wo.)US | Country10 (38 Wo.)Country |             |
| 1985 | Lost in the Fifties Tonight             | US121 Gold · (12 Wo.)US | Country1 (56 Wo.)Country |             |
| 1986 | Christmas with Ronnie Milsap            | — | Country65 (3 Wo.)Country |             |
| 1987 | Heart and Soul                          | — | Country13 (29 Wo.)Country |             |
| 1989 | Stranger Things Have Happened           | — | Country20 (29 Wo.)Country |             |
| 1991 | Back to the Grindstone                  | US172 (2 Wo.)US | Country24 (32 Wo.)Country |             |
| 2006 | My Life                                 | — | Country46 (9 Wo.)Country |             |
| 2009 | Then Sings My Soul                      | US127 (1 Wo.)US | Country19 (14 Wo.)Country |             |

Weitere Alben
- 1971: Ronnie Milsap
- 1993: True Believer
- 1996: Sings His Best Hits for Capitol Records
- 2004: Just for a Thrill
- 2011: Country Again
- 2014: Summer Number Seventeen
- 2016: Gospel Greats
- 2019: The Duets

### Livealben
| Jahr | Titel              | Höchstplatzierung, Gesamtwochen, AuszeichnungChartplatzierungen (Jahr, Titel, Platzierungen, Wochen, Auszeichnungen, Anmerkungen) | Höchstplatzierung, Gesamtwochen, AuszeichnungChartplatzierungen (Jahr, Titel, Platzierungen, Wochen, Auszeichnungen, Anmerkungen) | Anmerkungen |
| Jahr | Titel              | US | Country | Anmerkungen |
| ---- | ------------------ | --- | --- | ----------- |
| 1976 | Ronnie Milsap Live | US— GoldUS | Country2 (24 Wo.)Country |             |

Weitere Livealben
- 2002: Ronnie Milsap Live

### Kompilationen
| Jahr | Titel                 | Höchstplatzierung, Gesamtwochen, AuszeichnungChartplatzierungen (Jahr, Titel, Platzierungen, Wochen, Auszeichnungen, Anmerkungen) | Höchstplatzierung, Gesamtwochen, AuszeichnungChartplatzierungen (Jahr, Titel, Platzierungen, Wochen, Auszeichnungen, Anmerkungen) | Anmerkungen |
| Jahr | Titel                 | US | Country | Anmerkungen |
| ---- | --------------------- | --- | --- | ----------- |
| 1980 | Greatest Hits         | US36 ×2Doppelplatin · (41 Wo.)US                                                                                                  | Country1 (136 Wo.)Country |             |
| 1985 | Greatest Hits, Vol. 2 | US102 Platin · (20 Wo.)US | Country1 (108 Wo.)Country |             |
| 2000 | 40 #1 Hits            | US178 Gold · (2 Wo.)US | Country19 (65 Wo.)Country |             |
| 2007 | 16 Biggest Hits       | — | Country67 (9 Wo.)Country |             |

Weitere Kompilationen
- 1991: Greatest Hits, Vol. 3
- 1995: The Essential Ronnie Milsap
- 1996: Super Hits
- 2001: RCA Country Legends
- 2004: Ultimate Ronnie Milsap
- 2004: All American Country
- 2008: Playlist: The Very Best of Ronnie Milsap
- 2009: The Essential Ronnie Milsap
- 2014: The RCA Albums Collection

### Singles
| Jahr | Titel Album                                                                         | Höchstplatzierung, Gesamtwochen, AuszeichnungChartplatzierungen (Jahr, Titel, Album, Platzierungen, Wochen, Auszeichnungen, Anmerkungen) | Höchstplatzierung, Gesamtwochen, AuszeichnungChartplatzierungen (Jahr, Titel, Album, Platzierungen, Wochen, Auszeichnungen, Anmerkungen) | Höchstplatzierung, Gesamtwochen, AuszeichnungChartplatzierungen (Jahr, Titel, Album, Platzierungen, Wochen, Auszeichnungen, Anmerkungen) | Anmerkungen      |
| Jahr | Titel Album                                                                         | US | Country | A. C. | Anmerkungen      |
| ---- | ----------------------------------------------------------------------------------- | --- | --- | --- | ---------------- |
| 1970 | Loving You Is a Natural Thing –                                                     | US87 (3 Wo.)US | — | — |                  |
| 1973 | I Hate You Where My Heart Is                                                        | — | Country10 (14 Wo.)Country | — |                  |
| 1973 | That Girl Who Waits on Tables Where My Heart Is                                     | — | Country11 (18 Wo.)Country | — |                  |
| 1974 | Pure Love                                                                           | — | Country1 (15 Wo.)Country | — |                  |
| 1974 | Please Don’t Tell Me How the Story Ends Pure Love                                   | US95 (2 Wo.)US | Country1 (14 Wo.)Country | — |                  |
| 1974 | (I’d Be) A Legend in My Time A Legend in My Time                                    | — | Country1 (13 Wo.)Country | — |                  |
| 1975 | Too Late to Worry, Too Blue to Cry A Legend in My Time                              | — | Country6 (14 Wo.)Country | — |                  |
| 1975 | Daydreams About Night Things Night Things                                           | — | Country1 (16 Wo.)Country | — |                  |
| 1975 | Just in Case Night Things                                                           | — | Country4 (16 Wo.)Country | — |                  |
| 1975 | She Even Woke Me Up to Say Goodbye A Rose by Any Other Name                         | — | Country15 (13 Wo.)Country | — |                  |
| 1975 | A Rose by Any Other Name                                                            | — | Country77 (6 Wo.)Country | — |                  |
| 1976 | Crying A Rose by Any Other Name                                                     | — | Country79 (5 Wo.)Country | — |                  |
| 1976 | What Goes On When the Sun Goes Down 20/20 Vision                                    | — | Country1 (14 Wo.)Country | — |                  |
| 1976 | (I’m A) Stand by My Woman Man 20/20 Vision                                          | — | Country1 (14 Wo.)Country | — |                  |
| 1976 | Let My Love Be Your Pillow Ronnie Milsap Live                                       | — | Country1 (15 Wo.)Country | — |                  |
| 1977 | It Was Almost Like a Song                                                           | US16 (22 Wo.)US | Country1 (18 Wo.)Country | A. C.7 (23 Wo.)A. C. |                  |
| 1977 | What a Difference You've Made in My Life It Was Almost Like a Song                  | US80 (5 Wo.)US | Country7 (16 Wo.)Country | A. C.19 (11 Wo.)A. C. |                  |
| 1978 | Only One Love in My Life                                                            | US63 (6 Wo.)US | Country1 (13 Wo.)Country | A. C.24 (10 Wo.)A. C. |                  |
| 1978 | Let’s Take the Long Way Around the World Only One Love in My Life                   | — | Country1 (12 Wo.)Country | A. C.33 (6 Wo.)A. C. |                  |
| 1979 | Back on My Mind Again Images                                                        | — | Country2 (15 Wo.)Country | — |                  |
| 1979 | Nobody Likes Sad Songs Images                                                       | — | Country1 (14 Wo.)Country | — |                  |
| 1979 | In No Time At All/Get It Up Images                                                  | US43 (11 Wo.)US | Country6 (13 Wo.)Country | — |                  |
| 1980 | Why Don’t You Spend the Night Milsap Magic                                          | — | Country1 (15 Wo.)Country | — |                  |
| 1980 | My Heart Milsap Magic                                                               | — | Country1 (15 Wo.)Country | — |                  |
| 1980 | Cowboys and Clowns Bronco Billy O.S.T.                                              | — | Country1 (16 Wo.)Country | — |                  |
| 1980 | Smoky Mountain Rain Greatest Hits                                                   | US24 (21 Wo.)US | Country1 (14 Wo.)Country | A. C.1 (21 Wo.)A. C. |                  |
| 1981 | Am I Losing You Out Where the Bright Lights Are Glowing                             | — | Country1 (14 Wo.)Country | — |                  |
| 1981 | (There’s) No Gettin’ Over Me There’s No Gettin’ Over Me                             | US5 (20 Wo.)US | Country1 (15 Wo.)Country | A. C.2 (21 Wo.)A. C. |                  |
| 1981 | I Wouldn’t Have Missed It for the World There’s No Gettin’ Over Me                  | US20 (17 Wo.)US | Country1 (16 Wo.)Country | A. C.3 (21 Wo.)A. C. |                  |
| 1982 | Any Day Now Inside                                                                  | US14 (16 Wo.)US | Country1 (17 Wo.)Country | A. C.1 (21 Wo.)A. C. |                  |
| 1982 | He Got You Inside                                                                   | US59 (7 Wo.)US | Country1 (18 Wo.)Country | A. C.15 (14 Wo.)A. C. |                  |
| 1982 | Inside                                                                              | — | Country1 (19 Wo.)Country | A. C.27 (16 Wo.)A. C. |                  |
| 1983 | Stranger in My House Keyed Up                                                       | US23 (16 Wo.)US | Country5 (18 Wo.)Country | — |                  |
| 1983 | Don’t You Know How Much I Love You Keyed Up                                         | US58 (7 Wo.)US | Country1 (19 Wo.)Country | A. C.12 (1 Wo.)A. C. |                  |
| 1983 | Show Her Keyed Up                                                                   | — | Country1 (19 Wo.)Country | A. C.17 (8 Wo.)A. C. |                  |
| 1984 | Still Losing You One More Try for Love                                              | — | Country1 (19 Wo.)Country | A. C.29 (5 Wo.)A. C. |                  |
| 1984 | Prisoner of the Highway One More Try for Love                                       | — | Country6 (19 Wo.)Country | — |                  |
| 1984 | She Loves My Car One More Try for Love                                              | US84 (4 Wo.)US | — | — |                  |
| 1985 | She Keeps the Home Fires Burning Greatest Hits, Volume 2                            | — | Country1 (20 Wo.)Country | — |                  |
| 1985 | Lost in the Fifties Tonight (In the Still of the Night) Lost in the Fifties Tonight | — | Country1 (23 Wo.)Country | A. C.8 (15 Wo.)A. C. |                  |
| 1986 | Happy, Happy Birthday Baby Lost in the Fifties Tonight                              | — | Country1 (20 Wo.)Country | A. C.35 (6 Wo.)A. C. |                  |
| 1986 | In Love Lost in the Fifties Tonight                                                 | — | Country1 (20 Wo.)Country | — |                  |
| 1986 | How Do I Turn You On Lost in the Fifties Tonight                                    | — | Country1 (21 Wo.)Country | — |                  |
| 1987 | Snap Your Fingers Heart & Soul                                                      | — | Country1 (19 Wo.)Country | — |                  |
| 1987 | Make No Mistake, She’s Mine Heart & Soul                                            | — | Country1 (17 Wo.)Country | A. C.42 (3 Wo.)A. C. | mit Kenny Rogers |
| 1987 | Where Do the Nights Go Heart & Soul                                                 | — | Country1 (20 Wo.)Country | — |                  |
| 1988 | Old Folks Heart & Soul                                                              | — | Country2 (21 Wo.)Country | — | mit Mike Reid    |
| 1988 | Button Off My Shirt Heart & Soul                                                    | — | Country4 (18 Wo.)Country | — |                  |
| 1989 | Don’t You Ever Get Tired (Of Hurting Me) Stranger Things Have Happened              | — | Country1 (20 Wo.)Country | — |                  |
| 1989 | Houston Solution Stranger Things Have Happened                                      | — | Country4 (21 Wo.)Country | — |                  |
| 1989 | A Woman in Love Stranger Things Have Happened                                       | — | Country1 (26 Wo.)Country | — |                  |
| 1990 | Stranger Things Have Happened                                                       | — | Country2 (26 Wo.)Country | — |                  |
| 1991 | Are You Lovin’ Me Like I’m Lovin’ You Back to the Grindstone                        | — | Country3 (20 Wo.)Country | — |                  |
| 1991 | Since I Don’t Have You Back to the Grindstone                                       | — | Country6 (20 Wo.)Country | A. C.25 (12 Wo.)A. C. |                  |
| 1991 | Turn That Radio On Back to the Grindstone                                           | — | Country4 (20 Wo.)Country | — |                  |
| 1992 | All Is Fair in Love and War Back to the Grindstone                                  | — | Country11 (20 Wo.)Country | — |                  |
| 1992 | L.A. to the Moon Greatest Hits, Vol. 3                                              | — | Country45 (9 Wo.)Country | — |                  |
| 1993 | True Believer                                                                       | — | Country30 (15 Wo.)Country | — |                  |
| 2000 | Time, Love and Money 40 #1 Hits                                                     | — | Country57 (7 Wo.)Country | — |                  |
| 2006 | Local Girls My Life                                                                 | — | Country54 (6 Wo.)Country | — |                  |
| 2019 | Smoky Mountain Rain –                                                               | — | — | A. C.27 (5 Wo.)A. C. | mit Dolly Parton |

Weitere Singles
- 1963: Total Disaster
- 1965: Never Had It So Good
- 1966: When It Comes to My Baby
- 1966: The End of the World
- 1966: Ain’t No Soul Left in These Old Shoes of Mine
- 1967: The House of the Rising Sun
- 1968: Do What You Gotta Do
- 1969: Denver
- 1970: A Rose by Any Other Name (Is Still a Rose)
- 1971: Sunday Rain
- 1972: Magic Me Again
- 1993: I’m Playing for You
- 2000: Livin’ on Love
- 2006: You Don’t Know My Love (mit Jypsi)
- 2009: Up to Zion
- 2009: My First Ride (mit Trace Adkins)
- 2011: If You Don’t Want Me To (The Freeze)
- 2013: Summer Number Seventeen
- 2019: Southern Boys and Detroit Wheels (mit Billy Gibbons)

### Gastbeiträge
| Jahr | Titel Album       | Höchstplatzierung, Gesamtwochen, AuszeichnungChartplatzierungen (Jahr, Titel, Album, Platzierungen, Wochen, Auszeichnungen, Anmerkungen) | Höchstplatzierung, Gesamtwochen, AuszeichnungChartplatzierungen (Jahr, Titel, Album, Platzierungen, Wochen, Auszeichnungen, Anmerkungen) | Anmerkungen                                 |
| Jahr | Titel Album       | US | Country | Anmerkungen                                 |
| ---- | ----------------- | --- | --- | ------------------------------------------- |
| 2016 | Forever Country – | US21 Gold · (4 Wo.)US | Country1 (18 Wo.)Country | als Teil von Artists of Then, Now & Forever |

## Auszeichnungen für Musikverkäufe
| Goldene Schallplatte - Kanada - 1978: für das Album Night Things | Platin-Schallplatte - Kanada - 1984: für das Album Greatest Hits |

Anmerkung: Auszeichnungen in Ländern aus den Charttabellen bzw. Chartboxen sind in ebendiesen zu finden.
| Land/RegionAuszeichnungen für Musikverkäufe (Land/Region, Auszeichnungen, Verkäufe, Quellen) | Gold     | Platin     | Verkäufe  | Quellen         |
| -------------------------------------------------------------------------------------------- | -------- | ---------- | --------- | --------------- |
| Kanada (MC)                                                                                  | Gold1    | Platin1    | 150.000   | musiccanada.com |
| Vereinigte Staaten (RIAA)                                                                    | 7× Gold7 | 3× Platin3 | 7.500.000 | riaa.com        |
| Insgesamt                                                                                    | 8× Gold8 | 4× Platin4 |           |                 |

## Auszeichnungen (Auswahl)
- 1974 – CMA Awards – Male Vocalist of the Year
- 1975 – CMA Awards – Album of the Year A Legend In My Time
- 1976 – CMA Awards – Male Vocalist Of The Year
- 1977 – CMA Awards – Entertainer of the Year
- 1977 – CMA Awards – Male Vocalist of the Year
- 1977 – CMA Awards – Album of the Year Ronnie Milsap Live
- 1977 – Grammy – Best Country Male Vocal Performance
- 1978 – CMA Awards – Album of the Year It Was Almost Like a Song
- 1982 – Academy of Country Music – Male Vocalist of the Year
- 1982 – Grammy – Best Country Male Vocal Performance
- 1985 – Academy of Country Music – Song of the Year In the Still of the Night
- 1986 – CMA Awards – Album of the Year Lost in the Fifties
- 1986 – Grammy – Best Country Male Vocal Performance
- 1987 – Grammy – Best Country Male Vocal Performance
- 1988 – Grammy – Best Country Male Vocal Performance